# 서울본동초등학교
서울본동초등학교는 대한민국 서울특별시 동작구 본동에 있는 공립 초등학교이다. 

## 학교 연혁
- 1948년 10월 30일 서울본동공립국민학교 개교(설립인가 8월 25일)
- 1996년 3월 1일 현재 교명으로 변경
- 2000년 4월 4일 신관 건물 준공
- 2005년 2월 28일 도서실, 강당 정비 공사
- 2005년 3월 31일 컴퓨터실 현대화 사업
- 2005년 8월 20일 과학실 현대화 사업
- 2007년 11월 14일 학교도서관 리모델링 및 꿈자람터 개관식
- 2008년 12월 24일 개교 60주년 기념 본동 60년사 자료집 발간
- 2009년 1월 30일 영어체험교실 설치
- 2011년 3월 23일 돌봄교실 햇살고은방 개관
- 2011년 10월 20일 다목적강당 개관
- 2012년 5월 11일 학교 교재원 조성
- 2014년 9월 5일 화장실 개선 및 기타공사
- 2016년 2월 16일 제67회 졸업식(총 15137명)
- 2017년 2월 17일 제68회 졸업식(총 15165명)
- 2017년 3월 1일 제25대 전옥출 교장 부임
- 2018년 2월 13일 제69회 졸업식(총 15191명)
- 2018년 3월 1일 병설유치원 개원
- 2019년 2월 15일 제70회 졸업식(총 15210명)
- 2020년 2월 12일 제71회 졸업식(총 15235명)
- 2028년 10월 30일 개교 80주년

## 학교 동문
축구선수 안정환(1~5학년 재학), 뮤지션 배철수(1~2학년 재학)

## 참고 자료
- 서울본동초등학교 - 한국교육학술정보원 학교알리미